# Fable des arbres

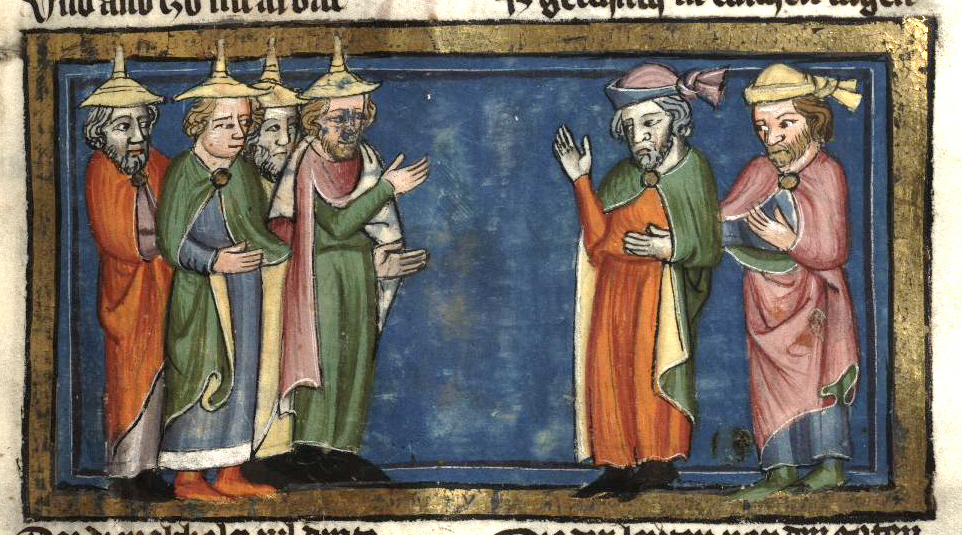
Jotham aux Sichémites, d'après la Chronique universelle de Rodolphe d'Ems (1350-75).

La fable des arbres est une allégorie de Jotham, fils du juge Gédéon. Elle est aussi connue sous les titres d’apologue de Jotham ou de la parabole des arbres, aussi appelée sous forme longue parabole des arbres assemblés pour élire un roi ou cherchant un roi.
Après la mort de celui-ci, son fils Abimelech prend le pouvoir et tue soixante-neuf de ses demi-frères ; seul Jotham réchappe du massacre. Au sommet du mont Gerizim, Jotham interpelle les notables de Sichem qui avaient prêté allégeance à Abimelech, et qui l'avaient aidé dans son fratricide. Au lieu de critiquer directement leurs actes, il utilise une parabole afin de leur faire comprendre que leur conduite est mauvaise. Une fois l'apologue terminé, Jotham termine par rappeler tout le bien que Gédéon fit aux Sichémites avant de les maudire, puis il fuit définitivement à Béer, ville à l'ouest de Hébron.

## Texte
« Un jour, les arbres se mirent en campagne pour se donner un roi et le consacrer par l’onction. Ils dirent à l’olivier : “Sois notre roi !” L’olivier leur répondit : “Faudra-t-il que je renonce à mon huile, qui sert à honorer Dieu et les hommes, pour aller me balancer au-dessus des autres arbres ?” Alors les arbres dirent au figuier : “Viens, toi, sois notre roi !” Le figuier leur répondit : “Faudra-t-il que je renonce à la douceur et à la saveur de mes fruits, pour aller me balancer au-dessus des autres arbres ?” Les arbres dirent alors à la vigne : “Viens, toi, sois notre roi !” La vigne leur répondit : “Faudra-t-il que je renonce à mon vin, qui réjouit Dieu et les hommes, pour aller me balancer au-dessus des autres arbres ?” Alors tous les arbres dirent au buisson d’épines : “Viens, toi, sois notre roi !” Et le buisson d’épines répondit aux arbres : “Si c’est de bonne foi que vous me consacrez par l’onction pour être votre roi, venez vous abriter sous mon ombre ; sinon, qu’un feu sorte du buisson d’épines et dévore jusqu’aux cèdres du Liban !” »

— Samuel, Juges, 9:8-15 ; trad. AELF.

## Interprétations
Jacques Ellul, théologien protestant et anarchiste chrétien, voit en la péricope des arbres cherchant un roi une critique féroce de la monarchie en général, pas uniquement celle d'Abimelech. D'après le philosophe Yoram Hazony, Jotham espère, comme son père, que les Hébreux chériront leur « liberté anarchique », acquise par l'exode hors d’Égypte. 
L'interprétation antimonarchiste apparaît aux XIXe siècle et XXe siècle, mais elle ne fait pas consensus dans la recherche historique. Pour une seconde partie, il s'agirait plutôt d'une condamnation du manque de discernement du peuple dans le choix de son souverain, et des dérives potentielles de ce régime politique. Une troisième voie, plus minoritaire, pense que c'est plutôt le polythéisme des Sichémites qui est dénoncé, la critique de la monarchie ne serait qu'un prétexte.